# Géode de Pulpí
La Géode de Pulpí, aussi appelée Géode de Jaravía, est une géode géante découverte à proximité de Pulpí (province d'Almería) par le Grupo Mineralogista de Madrid en décembre 1999,. Selon les modèles géologiques, la grotte s'est formée pendant la crise de salinité messinienne il  y a six millions d'années, lorsque les assèchements successifs de la mer Méditerranée ont provoqué des dépôts massifs d'évaporites (sel et gypse). La grotte est accessible pour des visites touristiques depuis 2020.

## Description
Il s'agit de la deuxième plus grande géode connue au monde après celle de Naica au Mexique. C'est une découverte de portée non seulement scientifique, mais aussi esthétique par la transparence et la perfection des cristaux de gypse qui tapissent son intérieur, et peuvent atteindre deux mètres de long.
La géode est située à 50 m de profondeur (correspondant au niveau de la mer située à 3 km) dans la mine de plomb de Pilar de Jaravía, dans la Sierra del Aguilón, sur la commune de Pulpí. Elle a la forme d'un entonnoir, avec la partie la plus étroite en forme de L, et occupe un volume creux de 10,7 m3 (8 m de long, 1,8 m de large et 1,7 m de haut).

## Centre des visiteurs
En 2010 se sont achevées les études pour la restauration des mines. En 2020 a été ouvert un petit musée minéralogique pour la mise en valeur de la géode après un investissement de quelque 500 000 €.